# Casa al carrer de l'Esperança (la Canya)
La Casa al carrer de l'Esperança és una obra de la Vall de Bianya (Garrotxa) inclosa a l'Inventari del Patrimoni Arquitectònic de Catalunya.

## Descripció
És una casa entre mitgeres de planta rectangular i teulat a dues aigües. Disposa de planta baixa i dos pisos superiors, sense golfes. Les obertures són rectangulars i es troben repartides per la façana de manera totalment simètrica. La porta d'accés a l'edifici és central amb una finestra a cada costat. Estan emmarcades per estuc llis de formes ondulades. El primer pis té balcó central, sostingut per mènsules decorades amb fullatges estilitzats; està emmarcat per estuc llis, de formes ondulades i coronat per un escut, net d'ornamentació, envoltat per volutes i fullatges. Aquesta mateixa decoració es repeteix en les dues finestres dels costats. El segon pis disposa també de balcó central i una finestra a cada costat, emmarcats per estuc de formes ondulades. Cal remarcar la decoració feta amb estuc dels murs d'aquesta façana: els cantoners imiten grans carreus de pedra i la resta dels murs imiten encoixinats.